# Strona
Pour les articles homonymes, voir Strona (homonymie).
Strona est une commune italienne de la province de Biella, dans la région Piémont.

## Administration
| Période                                  | Période | Identité | Étiquette | Qualité |
| ---------------------------------------- | ------- | -------- | --------- | ------- |
|                                          |         |          |           |         |
| Les données manquantes sont à compléter. |         |          |           |         |

### Communes limitrophes
Casapinta, Cossato, Crosa, Mezzana Mortigliengo, Trivero, Valle Mosso, Valle San Nicolao